# 4Q201

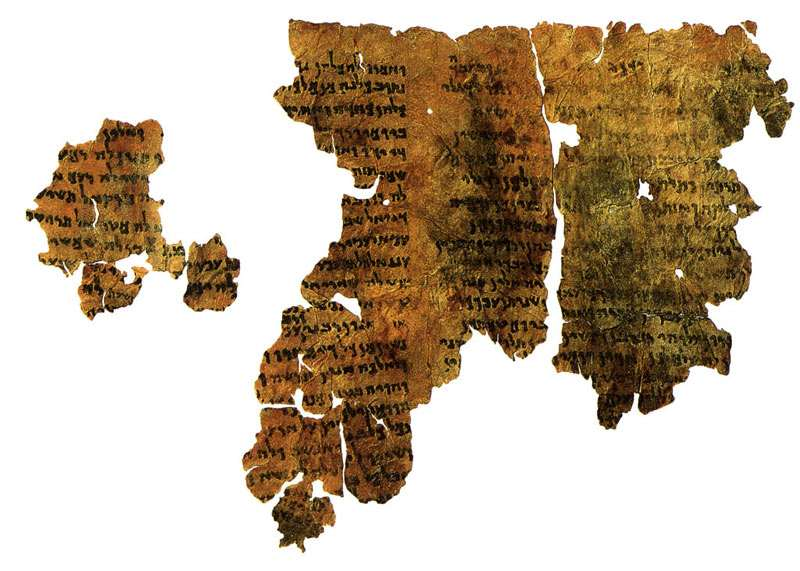
Rękopis 4Q201

4Q201 oznaczony również 4QEnocha – rękopis spisany na pergaminie zawierający fragment Księgi Henocha. Rękopis ten został znaleziony w grocie 4 w Kumran, należy więc do zwojów znad Morza Martwego. Jest on datowany na lata pomiędzy 200 a 150 p.n.e. Fragment A ma wymiary 17,5 na 17,5 cm a fragment B 6,4 na 6,9 cm. Rękopis ten został spisany w języku aramejskim.
Fragment ten zawiera Henocha 2,1-5,6; 6,4-8,1; 8,3-9,3.6-8.
Jest to jeden z fragmentów Księgi Henocha wśród zwojów z Qumran. Pozostałe to rękopisy 4Q202, 4Q203, 4Q204, 4Q205, 4Q206, 4Q207, 4Q208, 4Q209, 4Q210, 4Q211 i 4Q212 oraz znalezione w grocie 7, napisane w języku greckim: 7Q4, 7Q8, 7Q11, 7Q12, 7Q13 i 7Q14.